# Marta Cugier
Marta Alicja Cugier (ur. 12 lutego 1978 w Poznaniu) – polska piosenkarka, od 1999 roku wokalistka zespołu Lombard.

## Życiorys
Na scenie debiutowała w wieku 6 lat, w Pałacu Kultury w Poznaniu, w zespole ludowym Mała Wielkopolska. Po rozwiązaniu zespołu próbowała swoich sił w Paradzie – grupie tańca nowoczesnego. W szkole średniej (V LO w Poznaniu) udzielała swojego głosu w szkolnym zespole Nameless, a także w kabarecie Heba 5. Następnie śpiewała z takimi zespołami jak: Borys & Budyń, Pacific 231, Swing Brothers. W 1999 roku została wokalistką zespołu Lombard.

## Dyskografia
- Lombard Deja’Vu (2000, Pomaton EMI)
- Lombard 20 lat – koncert przeżyj to sam (2002, Koch International)
- Lombard W hołdzie Solidarności – Drogi do wolności (2008, Show Time Music Production)
- Lombard Show Time (2012, Show Time Music Production)
- Lombard Lombard swing (2016, Show Time Music Production)
- Lombard 40/40 (2024, Show Time Music Production)